# Joanna Miles
Joanna Miles (Nizza, 6 marzo 1940) è un'attrice statunitense, attiva principalmente in campo televisivo.
Complessivamente, ha partecipato - a partire dall'inizio degli anni settanta - a circa un'ottantina di differenti produzioni, tra cinema e televisione.

## Biografia
Joanna Miles è nata a Nizza, in Francia, il 6 marzo 1940, figlia di Johannes Schiefer, curatore museale, e di Jeanne Miles.
Assieme alla sua famiglia, si trasferisce però negli Stati Uniti all'età di un anno.
Diplomatasi alla Putney School nel 1958, raggiunge la popolarità nel 1973 grazie al ruolo di Laura Wingfield nella serie televisiva The Glass Menagerie, serie in cui recita al fianco di Katharine Hepburn and Michael Moriarty e che le vale il Premio Emmy come miglior attrice non protagonista.
È stata sposata dal 1970 al 1977 con William Burns.. È sposata dal 1978 con il produttore Michael Brandman, dal quale ha un figlio.

## Filmografia

### Cinema
- The Way We Live Now, regia di Barry Brown (1970)
- Bug - insetto di fuoco (Bug), regia di Jeannot Szwarc (1975)
- Gli avventurieri del pianeta Terra (The Ultimate Warrior), regia di Robert Clouse (1975)
- The Orphan, regia di John Ballard (1979)
- La foresta silenziosa (Cross Creek), regia di Martin Ritt (1983)
- La voce del delitto (The Sound of Murder), regia di Michael Lindsay-Hogg (1984)
- Blackout, regia di Doug Adams (1988)
- Rosencrantz e Guildenstern sono morti (Rosencrantz & Guildenstern Are Dead), regia di Tom Stoppard (1990)
- Dredd - La legge sono io (Judge Dredd), regia di Danny Cannon (1995)
- Sex & Breakfast (Sex and Breakfast), regia di Miles Brandman (2007)

### Televisione

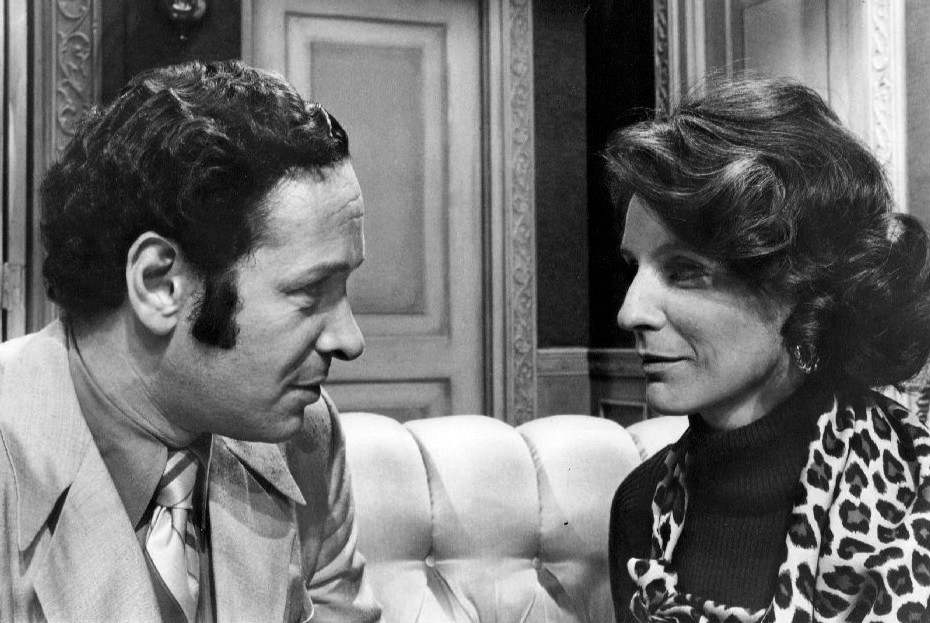
Joanna Miles con Larry Keith nella soap opera La valle dei pini (1972)

- The Nurses – serie TV, episodio 1x18 (1963)
- Ai confini della notte (The Edge of Night) – serie TV, un episodio (1964)
- A Flame in the Wind – serie TV (1965)
- The Secret Storm – serie TV (1967-1968)
- La valle dei pini (All My Children) – soap opera, 2 puntate (1970-1971)
- Medical Center – serie TV, 2 episodi (1972-1974)
- Il giovane dottor Kildare – serie TV, 1 episodio (1972)
- La ragazza del riformatorio (Born Innocent) – film TV (1974)
- Aloha Means Goodbye – film TV (1974)
- Kojak – serie TV, 1 episodio (1975)
- Barnaby Jones – serie TV, 1 episodio (1976)
- Delta County, U.S.A. – serie TV (1977)
- Professione medico (Rafferty) – serie TV, 1 episodio (1977)
- Fuoco dal cielo (A Fire in the Sky) – film TV (1978)
- L'incredibile Hulk (The Incredible Hulk) – serie TV, episodio 2x22 (1979)
- Gli sbandati (The Runaways) – serie TV, 1 episodio (1979)
- The Promise of Love – film TV (1980)
- The Sophisticated Gents – film TV (1981)
- Trapper John (Trapper John, M.D.) – serie TV, 1 episodio (1981)
- Dallas – serie TV, 4 episodi (1984)
- A cuore aperto (St Elsewhere) – serie TV, 1 episodio (1987)
- Quando morire (Right to Die) – film TV (1987)
- Star Trek: The Next Generation – serie TV, episodi 3x23-5x07 (1990-1991)
- The Water Engine – film TV (1992)
- The Habitation of Dragons – film TV (1992)
- The Heart of Justice, regia di Bruno Barreto – film TV (1992)
- Willing to Kill: The Texas Cheerleader Story – film TV (1992)
- Cooperstown – film TV (1993)
- The American Clock – film TV (1993)
- Natural Selection – film TV (1994)
- Al di sopra di ogni sospetto (Above Suspicion), regia di Steven Schachter – film TV (1995)
- Una vita per ricominciare (Everything to Gain) – film TV (1996)
- Alone – film TV (1997)
- Chicago Hope – serie TV, 2 episodi (1998-2000)
- Spenser: Small Vices – film TV (1999)
- Thin Air – film TV (2000)
- In tribunale con Lynn (Family Law) – serie TV, 1 episodio (2000)
- E.R. - Medici in prima linea (ER) – serie TV, 1 episodio (2000)
- Fuoco incrociato (Crossfire Trail) – film TV (2001)
- Squadra Med - Il coraggio delle donne (Strong Medicine) – serie TV, 2 episodi (2002)
- Giudice Amy (Judging Amy) – serie TV, 1 episodio (2002)
- Monte Walsh - Il nome della giustizia (Monte Walsh) – film TV (2003)
- Jane Doe - Doppio inganno (Jane Doe: Ties That Bind) – film TV (2007)
- Ogni libro ha i suoi segreti (Grave Misconduct), regia di Armand Mastroianni – film TV (2008)
- Jesse Stone: Thin Ice – film TV (2009)
- Nel labirinto del serial killer (Hunt for the Labyrinth Killer), regia di Hanelle M. Culpepper – film TV (2013)

### Produttrice
- Sex & Breakfast (2007) (co-produttrice)

## Premi e riconoscimenti
- 1974: Primetime Emmy Award come miglior attrice non protagonista per il ruolo di Laura Wingfield in The Glass Menagerie[3].

## Doppiatrici italiane
- Miranda Bonansea in La foresta silenziosa, Dredd - La legge sono io[4]
- Sonia Scotti in Alone[5]
- Graziella Polesinanti in Fuoco incrociato